# Guido Pasolini
Guidalberto Pasolini detto Guido, nome di battaglia "Ermes" (Belluno, 4 ottobre 1925 – Cividale del Friuli, 12 febbraio 1945) è stato un partigiano italiano.
Morì appena diciannovenne nei fatti legati all'eccidio di Porzûs, tragico e controverso episodio della Resistenza Italiana in cui diciassette partigiani delle Brigate Osoppo furono trucidati da un gruppo di partigiani comunisti appartenenti alle Brigate Garibaldi, per motivazioni politiche non legate alla lotta contro il nazifascismo.

## Biografia

Il casolare presso il quale fu catturata la brigata Osoppo

Guido Pasolini era figlio di Carlo Alberto e Susanna Pasolini e fratello minore di Pier Paolo. Entrò in clandestinità alla fine del maggio 1944, subito dopo aver conseguito la maturità scientifica a Pordenone presso il liceo "M. Grigoletti", optando per l'impegno attivo nella lotta contro l'occupazione tedesca del Friuli rispetto a quella che era l'intenzione iniziale di iscriversi all'università. Assunto il nome di battaglia "Ermes", divenne membro delle Brigate Osoppo dell'Est, raggiungendo le malghe di Porzûs sul monte Topli Uork, sede del loro comando, con un gruppo di partigiani guidati dal capitano Aldo Bricco "Centina", la sera del 6 febbraio 1945.
Divenne, quindi, un effettivo della formazione Osoppo Friuli prima nella zona di Pielungo, poi nella zona di Attimis-Faedis-Nimis, nella quale si era costituita la Zona Libera del Friuli Orientale. È in questa zona che si verificheranno il 7 febbraio 1945, quasi verso la fine del conflitto mondiale, i tragici eventi delle malghe di Porzûs.
Il 7 febbraio 1945 fu catturato alla malghe Topli Uork da un gruppo di partigiani comunisti appartenenti ai GAP friulani delle Brigate Garibaldi, capeggiati da Mario Toffanin (nome di battaglia Giacca). Il comandante di Guido Pasolini, Francesco De Gregori, venne ucciso subito con altri tre compagni, mentre lui viene trasferito con altri compagni al Bosco Romagno, vicino a Cividale del Friuli.

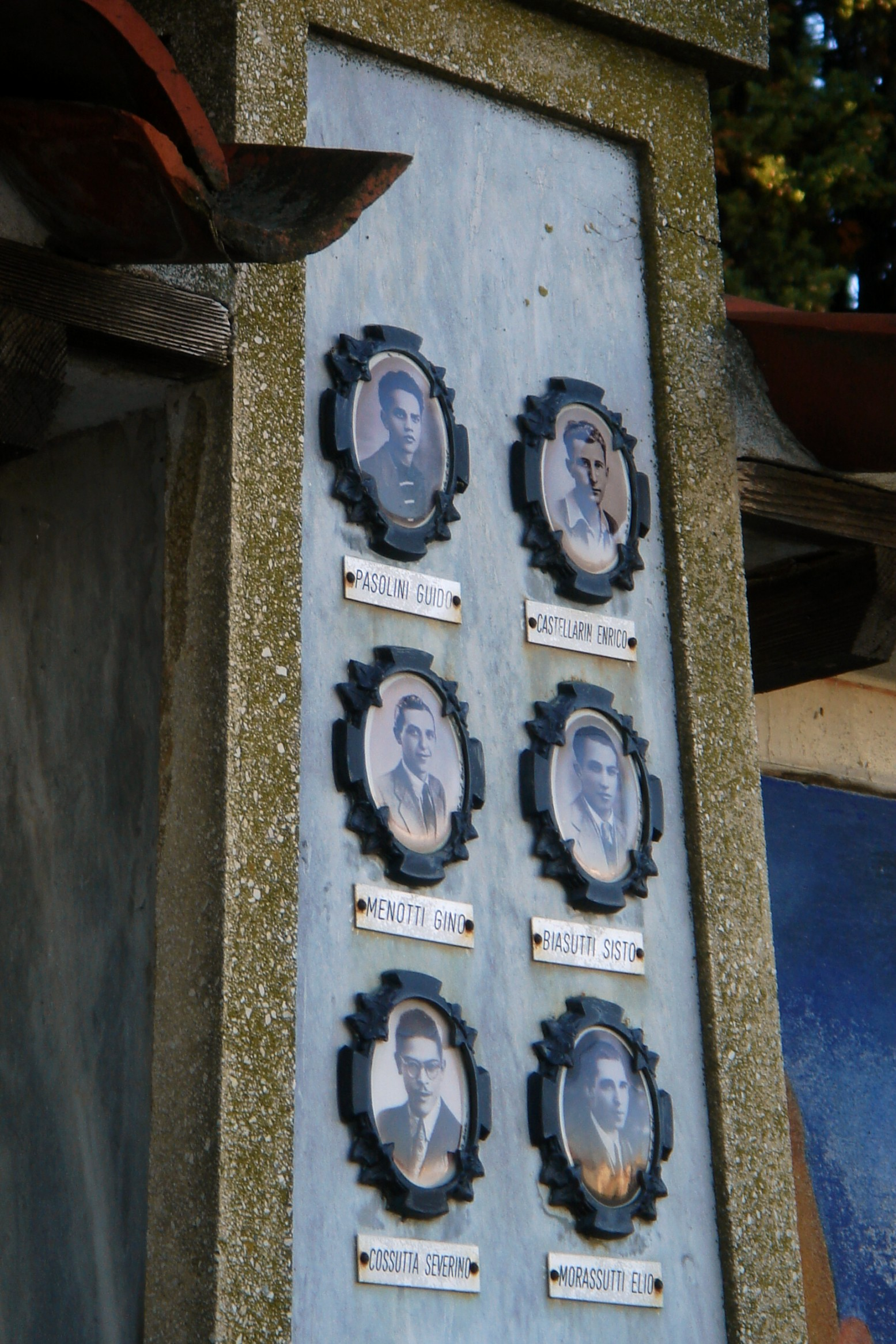
La foto di Guido Pasolini (in alto a sinistra) sulla tomba dedicata alle vittime casarsesi della lotta partigiana, Cimitero di Casarsa

Sottoposto ad interrogatorio e processato in modo sommario il 12 febbraio 1945, la stessa mattina venne condotto sotto scorta sul luogo destinato all'esecuzione, dove venne fatta scavare la fossa da lui assieme ad altri tre partigiani osovani. Riuscì a fuggire in circostanze poco chiare, ma nella fuga fu ferito dai suoi inseguitori alla spalla e al braccio destro. Raggiunta a fatica la vicina frazione di Sant'Andrat dello Judrio in comune di Corno di Rosazzo, si fece medicare presso la locale farmacia di Quattroventi.
Da qui proseguì a piedi verso il vicino paese di Dolegnano, ove ottenne ospitalità da una famiglia locale. Nell'abitazione arrivarono due partigiani del luogo, probabilmente allertati dalla farmacista, che lo condussero in un'altra casa, nella quale fece irruzione il partigiano Mario Tulissi che, dopo aver preso ordini, prelevò il ferito con la scusa di condurlo al vicino ospedale di Cormons per garantirgli le cure del caso. "Ermes" fu quindi consegnato ai due gappisti, dai quali era riuscito a sfuggire la mattina, che lo finirono.
I suoi resti furono riesumati a guerra finita tra il 10 e il 20 giugno 1945 assieme a quelli delle altre vittime dell'eccidio. Dopo il solenne funerale celebrato a Cividale il 21 giugno 1945, i resti di Pasolini vennero traslati a Casarsa, ove tuttora riposa in una tomba vicino all'ingresso del cimitero, che l'amministrazione locale ha riservato ai suoi Caduti per la Libertà (nello stesso cimitero a qualche metro di distanza riposa il fratello Pier Paolo).

## Il ricordo del fratello Pier Paolo
Pier Paolo Pasolini rievocò varie volte la morte del fratello Guido, cui era legatissimo. Il problema del rapporto fra osovani e garibaldini era stato esplicitato da Guido in una celebre lettera al fratello del 27 novembre 1944 (il testo è riportato per estratto, con la punteggiatura ed eventuali errori originali secondo il metodo della trascrizione diplomatica):
(Guido Pasolini al fratello Pierpaolo, 27 novembre 1944)

21 giugno 1945: funerale di Guido Pasolini. Segue il feretro - in vestito chiaro - il fratello Pierpaolo

Il 21 giugno 1945, il corpo di Guido Pasolini - riesumato in località Bosco Romagno - viene portato a Casarsa, e lì tumulato: per l'occasione Pier Paolo compone un elogio funebre, nel quale fra l'altro afferma:
(Pier Paolo Pasolini, 21 giugno 1945)
In una lettera del 21 agosto 1945 indirizzata all'amico poeta Luciano Serra, Pier Paolo così ricostruì la vicenda:
Lo stesso mese scriverà nel suo diario denominato Stroligut la seguente poesia per il fratello:
(Pier Paolo Pasolini, Corus in morte di Guido, 1945)
La condanna dell'eccidio e dei suoi autori fu netta: in una lettera al direttore del Mattino del Popolo dell'8 febbraio 1948, il poeta invitò perentoriamente:
(Pier Paolo Pasolini, 1948)
(...)

Se ne vanno... Aiuto, ci voltano le schiene,

le loro schiene sotto le eroiche giacche

di mendicanti, di disertori... Sono così serene

le montagne verso cui ritornano, batte

così leggero il mitra sul loro fianco, al passo

ch'è quello di quando cala il sole, sulle intatte

forme della vita - tornata uguale nel basso

e nel profondo! Aiuto, se ne vanno! Tornano ai loro

silenti giorni di Marzabotto o di Via Tasso...

Con la testa spaccata, la nostra testa, tesoro

umile della famiglia, grossa testa di secondogenito,

mio fratello riprende il sanguinoso sonno, solo

tra le foglie secche, i caldi fieni

di un bosco delle prealpi - nel dolore

e la pace d'una interminabile Domenica...

Eppure, questo è un giorno di vittoria!
Nella risposta ad un lettore della rivista Vie Nuove del 15 luglio 1961, Pasolini scrisse:
Lei sa che la Venezia Giulia è al confine tra l’Italia e la Jugoslavia: così, in quel periodo, la Jugoslavia tendeva ad annettersi l’intero territorio e non soltanto quello che, in realtà, le spettava. È sorta una lotta di nazionalismi, insomma. Mio fratello, pur iscritto al Partito d’Azione, pur intimamente socialista (è certo che oggi sarebbe stato al mio fianco), non poteva accettare che un territorio italiano, com’è il Friuli, potesse esser mira del nazionalismo jugoslavo. Si oppose, e lottò.

Negli ultimi mesi, nei monti della Venezia Giulia la situazione era disperata, perché ognuno era tra due fuochi. Come lei sa, la Resistenza jugoslava, ancor più che quella italiana, era comunista: sicché Guido, venne a trovarsi come nemici gli uomini di Tito, tra i quali c’erano anche degli italiani, naturalmente le cui idee politiche egli in quel momento sostanzialmente condivideva, ma di cui non poteva condividere la politica immediata, nazionalistica.

Egli morì in un modo che non mi regge il cuore di raccontare: avrebbe potuto anche salvarsi, quel giorno: è morto per correre in aiuto del suo comandante e dei suoi compagni. Credo che non ci sia nessun comunista che possa disapprovare l’operato del partigiano Guido Pasolini. Io sono orgoglioso di lui, ed è il ricordo di lui, della sua generosità, della sua passione, che mi obbliga a seguire la strada che seguo. Che la sua morte sia avvenuta così, in una situazione complessa e apparentemente difficile da giudicare, non mi dà nessuna esitazione. Mi conferma soltanto nella convinzione che nulla è semplice, nulla avviene senza complicazioni e sofferenze: e che quello che conta soprattutto è la lucidità critica che distrugge le parole e le convenzioni, e va a fondo nelle cose, dentro la loro segreta e inalienabile verità»
Pier Paolo Pasolini - ricordandone la tragica fine - dedicherà a Guido la poesia Vittoria, in occasione della ricorrenza del 25 aprile 1964.
Presso l'archivio del seminario vescovile di Udine venne infine ritrovata una poesia inedita dedicata a Guido dal fratello, probabilmente composta nell'immediatezza della notizia della sua morte:
(Pier Paolo Pasolini, 1945 (?))
Pier Paolo Pasolini scrisse durante la guerra un dramma teatrale in lingua friulana, I Turcs tal Friùl, recuperato postumo nel 1976 da Luigi Ciceri, amico di Pier Paolo Pasolini. In tale dramma viene rievocata l'invasione dei Turchi in Friuli del 1499; essi sfiorarono il paese di Casarsa della Delizia. Nel dramma uno dei due fratelli, Meni, combatte duramente i Turchi e perde la vita salvando il paese, mentre l'altro, Pauli, rimane a casa a lavorare e pregare salvandosi.

## Riconoscimenti
- Casarsa della Delizia gli ha dedicato una via del centro e un cenotafio nel cimitero, assieme agli altri caduti per la liberazione.